# Regenbogenbrücke (Dortmund)

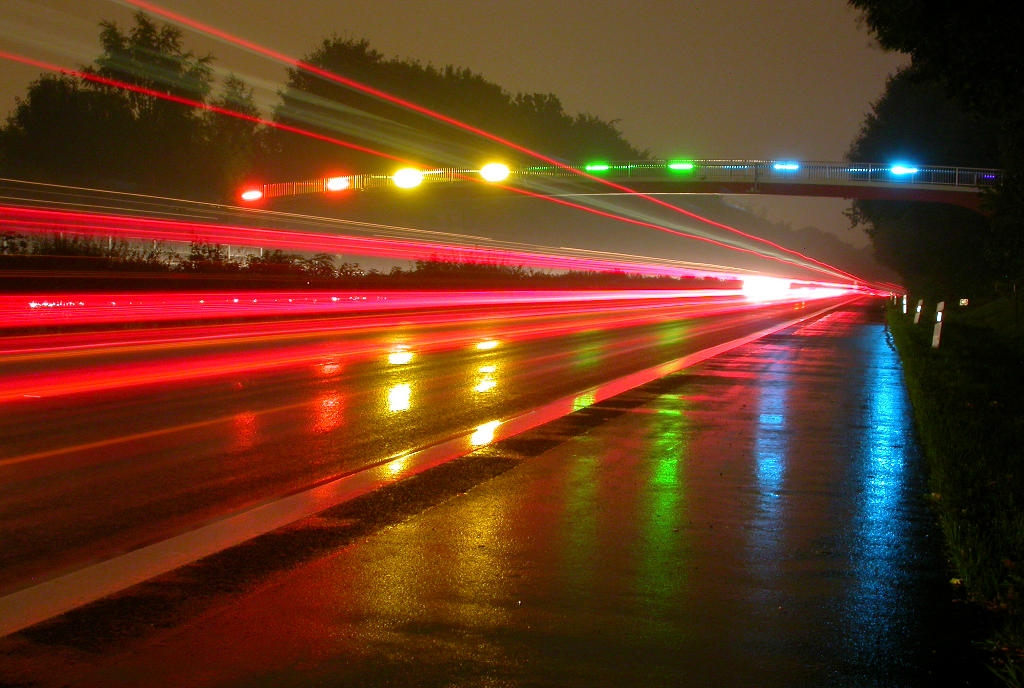
Regenbogenbrücke, 2005

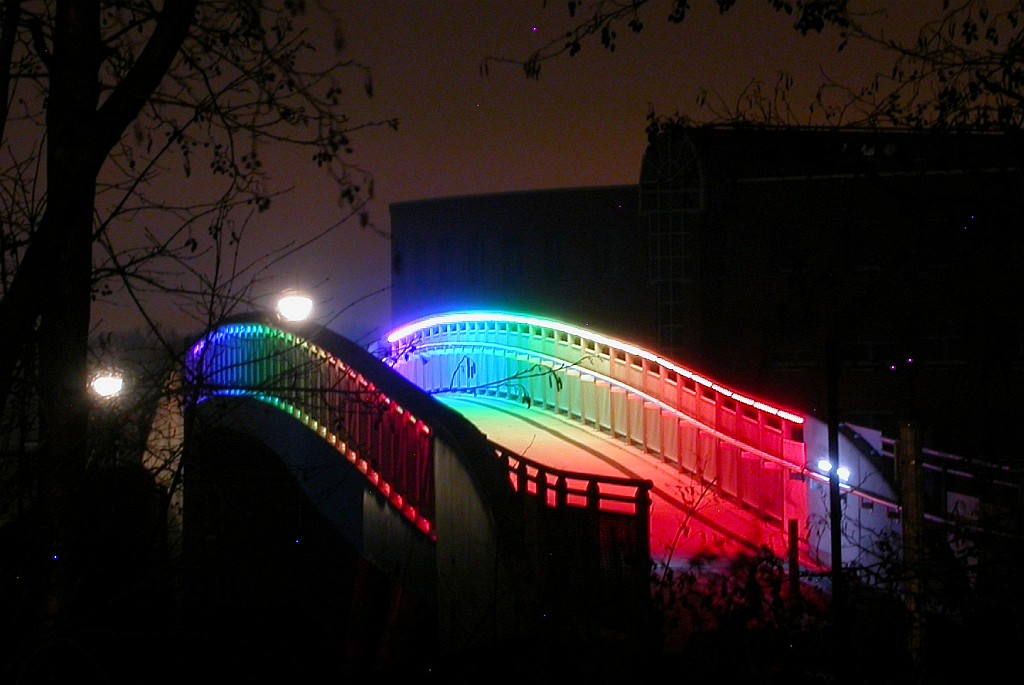
Regenbogenbrücke, seit 23. Dezember 2008

Im neuen Handlauf sind die LEDs integriert

Die Regenbogenbrücke über die A40 verbindet den Dortmunder Stadtteil Dorstfeld-Süd und die dort ansässige DASA – Arbeitswelt Ausstellung mit der Technischen Universität Dortmund. Die Brücke kann von Fußgängern und Radfahrern genutzt werden.
Am 8. August 1987 wurden erstmals die Lampen an der Brücke von den Künstlern Thomas Haagen, Mike Etienne und Mario de Bellis in sieben Farben des Regenbogenspektrums angemalt. Die bunten Lichter waren nur in der Fahrtrichtung Dortmund zu erkennen (nach Osten). Da es damals keine offizielle Genehmigung gab, wurde das Lichtkunstwerk wieder entfernt und erst Haagens neue Version vom 6. Dezember 1987 durfte dank vieler positiver Medienberichte erhalten bleiben. 1990 wurde die Lichtbrücke als erste „Regenbogenbrücke“ im Guinness-Buch der Rekorde erwähnt. 
Im Zuge des Neubaues der Schnettkerbrücke, die die A40 über das Emschertal führt, und der damit verbundenen Erweiterung des Ruhrschnellweges auf sechs Spuren wurde die Regenbogenbrücke am 23. August 2008 abgerissen. Sie wurde durch einen 1,2 Mio. Euro teuren Neubau ersetzt, der am 22. Dezember 2008 freigegeben wurde. Diesmal wurde der Regenbogeneffekt mit LEDs realisiert, die in den Handlauf integriert wurden. Die Übergänge sind nun flüssiger und das Licht ist von beiden Fahrtrichtungen sowie auf der Brücke selbst gut zu sehen.